# Clain
De Clain is een 125 kilometer lange rivier in Frankrijk. Als bijrivier van de Vienne behoort ze tot het stroomgebied van de Loire.
Ze ontspringt nabij Hiesse in het departement Charente, maar stroomt vrijwel volledig op het grondgebied van het departement Vienne. De monding ligt in Cenon-sur-Vienne in de buurt van Châtellerault.
Steden langs de Clain zijn: Vivonne, Saint-Benoît en Poitiers.
Ze meandert door een kalkrijk gebied, waardoor ze over een groot deel van haar loop in een U-vormige vallei ligt, die tot 50 meter diep is.
De rivier is bevaarbaar tussen Poitiers en Châtellerault.
Het gemiddeld debiet bij de monding bedraagt 20,4 m³ per seconde.
Hoewel de rivier zelf geen oorzaak is van overstromingen, kan er door hevige plaatselijke regenval in de vallei, toch wateroverlast ontstaan. Het ergste geval was in december 1982 in Poitiers.
- Bibliothèque nationale de France: cb11970480w (data)
- Système universitaire de documentation: 027722988
- Virtual International Authority File: 152148574335924430004